# بنبوش (ویرجینیای غربی)
بنبوش (به انگلیسی: Benbush) یک منطقهٔ مسکونی در ایالات متحده آمریکا است که در شهرستان توکر، ویرجینیای غربی واقع شده‌است.